# Souhvězdí Pece
Pec je jedno z 88 souhvězdí moderní astronomie, leží na jižní obloze. Zavedl ho Nicolas Louis de Lacaille v roce 1754 původně jako Chemickou pec lat. Apparatus Chemicus anebo Fornax Chemica) na počest svého přítele Antoina Lavoisiera. Souhvězdí sousedí s Velrybou, Sochařem, Fénixem a Eridanem.

## Hvězdy
| Hvězda | Jméno | Hvězdná velikost |
| ------ | ----- | ---------------- |
| α For  | α For | 3,98m            |
| β For  | β For | 4,45m            |

Nejjasnější hvězda je trojhvězda Dalim (Alfa Fornacis) s magnitudou 3,98m. Je to jediná hvězda v souhvězdí, jejíž jasnost přesahuje čtvrtou magnitudu. Ostatní hvězdy v tomto souhvězdí nemají žádné jméno.
Další dvojhvězdou je Omega Fornacis, jejíž hlavní složka má jasnost 4,9 mag a její průvodce 7,9 mag. Zdánlivá vzdálenost mezi nimi činí 10,8" a lze je rozeznat už 5cm dalekohledem.

## Objekty
Pec neobsahuje žádné objekty pozorovatelné malým dalekohledem. V blízkosti východní hranice s Eridanem je Kupa galaxií Pec, ale její galaxie jsou také vzdáleny a tak slabé, že se dají zkoumat jen velkými dalekohledy. Nejjasnější z nich je NGC 1316, další jasnější galaxie této kupy jsou NGC 1380 (magnituda 11,0), NGC 1317 (11,0), NGC 1399 (9,9), NGC 1404 (10,3) a NGC 1365 (11,2).
Přibližně ve středu souhvězdí se nachází o něco bližší objekt – tzv. systém Fornax, což je galaxie, která patří do Místní skupiny galaxií.

## Poloha
Pec je malé souhvězdí složené jen z několika slabých hvězd. Leží tak daleko na jihu, že se ze severní Evropy nedá pozorovat a ve střední Evropě je možné ho vidět jen těsně nad jižním obzorem. Období jeho pozorovatelnosti v prosinci je velmi krátké.

### Hranice
Na severu je souhvězdí ohraničeno -24. rovnoběžkou, na jihu -40., na východě poledníkem 1h 39min a na západě 3h 50min (přibližně).
Souhvězdí Pece má celkem jedenáct vrcholů a trojmezí se sousedícími souhvězdími - Velrybou, Sochařem, Fénixem a Eridanem. Strany souhvězdí si však, jak tomu je u většiny souhvězdí, nejsou navzájem rovnoběžné, byť to z většiny nákresů není patrné. Zde je jejich soupis po směru hodinových ručiček dle Mezinárodní astronomické unie (IAU):
1. r 01 45 51.8397 | d -23.7562580
2. r 01 45 50.1333 | d -24.8729095 - trojmezí Velryby a Sochaře
3. r 01 45 24.1747 | d -39.3726234 - trojmezí Sochaře a Fénixe
4. r 02 25 03.3633 | d -39.4342155 - trojmezí Fénixe a Eridana
5. r 03 04 44.9425 | d -39.5128975
6. r 03 04 46.3973 | d -39.0962563
7. r 03 34 34.6281 | d -39.1650963
8. r 03 34 47.9053 | d -35.5820351
9. r 03 49 43.3229 | d -35.6192436
10. r 03 50 21.3363 | d -24.0033779
11. r 02 44 35.7021 | d -23.8536034 - trojmezí Eridana a Velryby